# Superierung
Superierung ist die Fähigkeit, Einzelheiten zu einem Ganzen zusammenfassen zu können. Dadurch entsteht eine Abstraktion komplexer Sachverhalte. Die übergeordnete Ganzheit wird als Superzeichen bezeichnet.

## Formen
Grundsätzlich werden zwei Formen der Superierung unterschieden:
- Die klassenbildende Superierung abstrahiert eine Menge von Begriffen, indem unterscheidende Merkmale der Begriffe vernachlässigt werden. Ein Beispiel ist Brustschwimmen und Rückenschwimmen, welche zum Superzeichen Schwimmen abstrahierbar sind. Bei der Klassenbildung umfasst der neue Begriff weniger Informationen als seine Einzelteile. In der Mathematik kann eine Klassenbildende Superierung auch bedeuten, dass der Klassenbegriff als Abstraktion gemeinsamer Eigenschaften vieler Objekte dient und damit das Operieren mit diesen Objekten vereinfacht wird. „Fünf“ superiert alle Mengen mit fünf Elementen. „Fünf plus fünf gleich zehn“ gilt dann unabhängig von der Beschaffenheit der Elemente. Man spricht in diesem Zusammenhang auch von einer vergegenständlichenden Abstraktion. „Fünf“ wird Gegenstand weiterführender Gedanken (hier der Operation mit superierten Objekten).

- Ziel der komplexbildenden Superierung ist die Zusammenfassung einer Menge von Begriffen unter einem neuen Oberbegriff. Als Beispiel könnte eine Fußballmannschaft dienen. Hier werden die Elemente einer Mannschaft – Torwart, Libero, Verteidiger usw. – durch das Superzeichen Fußballmannschaft ersetzt. Das Superzeichen einer Komplexbildung hat einen höheren Informationsgehalt als seine Einzelteile.